# شهدخوار شاهانه

شهدخوار شاهانه (نام علمی: Cinnyris regius) یک گونه از پرندگان از خانواده شهدخواران است. بومی جنگل‌های کوهستانی آلبرتین ریفت است.

## ویژگی‌های ریخت‌شناسی
شهدخوار شاهانه گونه‌ای کوچک است. نر بالغ دارای سر و روتنه دارای بال‌ها و دم‌ها سبزطلایی تیره، و سینه و شکم قرمز و زرد پررنگ است. ماده بالغ دارای روتنه زیتونی مات، با بخش‌های زیرتنه رگه‌دار کم‌رنگ مایل به زرد است. پرنده نر متمایز است، اما ماده را می‌توان با شهدخوار راکفلر ماده ( Cinnyris rockefelleri ) اشتباه گرفت، اگرچه گلوی آن رنگ پریده‌تری دارد. شهدخوار دویقه رونزی ماده (Cinnyris stuhlmanni) و شهدخوار دویقه شمالی ماده (Cinnyris reichenowi) نیز مشابه هستند، اما این پرنده‌ها روتنه سبزتر و زیرتنه زردتری دارند. یکی دیگر از گونه‌های مشابه شهدخوار گونه‌گون (Cinnyris venustus) است، اما شهدخوار شاهانه را می‌توان با زیتونی‌تر بودن روتنه و زیتونی مایل به زرد یکنواخت زیرتنه تشخیص داد. 

## پراکندگی و زیستگاه
محدوده شهدخوار شاهانه کل جنگل‌های کوهستانی آلبرتین ریفت (از اوگاندا تا تانزانیا) را دربر می‌گیرد، جایی که بین ۱٬۵۰۰ و ۳٬۱۰۰ متر (۴٬۹۰۰ و ۱۰٬۲۰۰ فوت) بالاتر از سطح دریا است.  زیستگاه آن شامل جنگل کوهستانی همیشه‌سبز، جنگل مختلط، جنگل با رشد ثانویه، بوته‌زار و بامبو است. 

## وضعیت
شهدخوار شاهانه گونه‌ای رایج با دامنه پراکنش بسیار گسترده است. تصور می‌شود که روند جمعیت به دلیل از بین رفتن زیستگاه جنگلی رو به کاهش است. با این حال، هیچ تهدید خاصی شناسایی نشده است و اتحادیه بین‌المللی حفاظت از طبیعت وضعیت حفاظت از این پرنده را به عنوان " کمترین نگرانی " ارزیابی کرده است. 